# Bantamvikt i boxning vid olympiska sommarspelen 1988
Resultat från boxning vid olympiska sommarspelen 1988 och herrarnas bantamvikt. Boxarna vägde under 54 kg. Tävlingarna arrangerades i Chamshil Students' Gymnasium i Seoul.

## Medaljörer
| Klass      | Guld                   | Silver                         | Brons                        |
| Bantamvikt | Kennedy McKinney · USA | Aleksandar Hristov · Bulgarien | Phajol Moolsan · Thailand    |
| Bantamvikt | Kennedy McKinney · USA | Aleksandar Hristov · Bulgarien | Jorge Julio Rocha · Colombia |

## Resultat

### Första rundan
| Vinnare                    | Resultat      | Förlorare                 |
| Första rundan              | Första rundan | Första rundan             |
| -------------------------- | ------------- | ------------------------- |
| John Lovey (IRL)           | 5-0           | Mustafa Saleh (IRQ)       |
| Vedat Tutuk (TUR)          | 3-2           | Edward Obewa (UGA)        |
| René Breitbarth (GDR)      | 5-0           | Magare Tshekiso (BOT)     |
| Felix Nieves (PUR)         | 5-0           | Samba Diallo (GUI)        |
| Jorge Julio Rocha (COL)    | RSC-3         | Michael Hormillosa (PHI)  |
| Justin Chikwanda (ZAM)     | RSC-1         | Thomas Stevens (LBR)      |
| Moumouni Siuley (NIG)      | RSC-3         | Tiui Faamaoni (SAM)       |
| Ibibongo Nduita (ZAI)      | 3-2           | Haji Ally (TAN)           |
| Katsuyoki Matsushima (JPN) | RSC-1         | Said al-Muwaizri (KUW)    |
| Jimmy Majanya (SWE)        | 4-1           | Mohammed Achik (MAR)      |
| José García (MEX)          | RSC-1         | Tad Joseph (GRN)          |
| Aleksandar Hristov (BUL)   | 4-1           | Peter Anok (SUD)          |
| Jung-Il Byun (KOR)         | 5-0           | Jean-Marc Augustin (FRA)  |
| Joilson Santana (BRA)      | 5-0           | Phetsmone Sonnavanh (LAO) |
| Slimane Zengli (ALG)       | 5-0           | Manuel Gomes (ANG)        |
| Ndaba Dube (ZIM)           | RSC-2         | Lernel Francis (ANT)      |
| Aleksandr Artemev (URS)    | WO            | Edouard Paulum (VAN)      |

### Andra rundan
| Vinnare                    | Resultat     | Förlorare                |
| Andra rundan               | Andra rundan | Andra rundan             |
| -------------------------- | ------------ | ------------------------ |
| Kennedy McKinney (USA)     | RSC-1        | Erik Perez (GUY)         |
| Shahuraj Birajdor (IND)    | 5-0          | Ayewoubo Akouatsi (TOG)  |
| Stephen Mwema (KEN)        | RSC-2        | Rambahadur Giri (NEP)    |
| Alberto Machaze (MOZ)      | 5-0          | Michael Devanney (GBR)   |
| Phajol Moolsan (THA)       | 5-0          | Marcus Priaulx (AUS)     |
| Abraham Torres (VEN)       | 5-0          | Teekaram Rajcoomar (MRI) |
| Nyama Altankhuyag (MGL)    | 3-2          | Grzegorz Jablonski (POL) |
| John Lovey (IRL)           | 4-1          | Mohamed Sabo (NGR)       |
| René Breitbarth (GDR)      | 5-0          | Vedat Tutuk (TUR)        |
| Jorge Julio Rocha (COL)    | 5-0          | Felix Nieves (PUR)       |
| Justin Chikwanda (ZAM)     | RSC-1        | Moumouni Siuley (NIG)    |
| Katsuyoki Matsushima (JPN) | 5-0          | Ibibongo Nduita (ZAI)    |
| Jimmy Majanya (SWE)        | 4-1          | José García (MEX)        |
| Aleksandar Hristov (BUL)   | 4-1          | Jong-Il Byun (KOR)       |
| Slimane Zengli (ALG)       | 5-0          | Joilson Santana (BRA)    |
| Aleksandr Artemev (URS)    | RSC-1        | Ndaba Dube (ZIM)         |

### Tredje rundan
| Vinnare                    | Resultat      | Förlorare               |
| Tredje rundan              | Tredje rundan | Tredje rundan           |
| -------------------------- | ------------- | ----------------------- |
| Kennedy McKinney (USA)     | WO            | Shahuraj Birajdor (IND) |
| Stephen Mwema (KEN)        | 5-0           | Alberto Machaze (MOZ)   |
| Phajol Moolsan (THA)       | 3-2           | Abraham Torres (VEN)    |
| Nyama Altankhuyag (MGL)    | 3-2           | John Lovey (IRL)        |
| Jorge Julio Rocha (COL)    | 4-1           | René Breitbarth (GDR)   |
| Katsuyoki Matsushima (JPN) | 3-2           | Justin Chikwanda (ZAM)  |
| Aleksandar Hristov (BUL)   | 5-0           | Jimmy Majanya (SWE)     |
| Aleksandr Artemev (URS)    | 5-0           | Slimane Zengli (ALG)    |

### Kvartsfinaler
| Vinnare                  | Resultat      | Förlorare                  |
| Kvartsfinaler            | Kvartsfinaler | Kvartsfinaler              |
| ------------------------ | ------------- | -------------------------- |
| Kennedy McKinney (USA)   | 5-0           | Stephen Mwema (KEN)        |
| Phajol Moolsan (THA)     | 5-0           | Nyama Altankhuyag (MGL)    |
| Jorge Julio Rocha (COL)  | 3-2           | Katsuyoki Matsushima (JPN) |
| Aleksandar Hristov (BUL) | 3-2           | Aleksandr Artemev (URS)    |

### Semifinaler
| Vinnare                  | Resultat    | Förlorare               |
| Semifinaler              | Semifinaler | Semifinaler             |
| ------------------------ | ----------- | ----------------------- |
| Kennedy McKinney (USA)   | RSC-1       | Phajol Moolsan (THA)    |
| Aleksandar Hristov (BUL) | 3-2         | Jorge Julio Rocha (COL) |

### Final
| Vinnare                | Resultat | Förlorare                |
| Final                  | Final    | Final                    |
| ---------------------- | -------- | ------------------------ |
| Kennedy McKinney (USA) | 5-0      | Aleksandar Hristov (BUL) |